# سارا سایتو
سارا سایتو (زاده ۳ اکتبر ۲۰۰۶) یک تنیس باز اهل ژاپن است.
سایتو دارای رتبه ۴۷۲ تک نفره از انجمن تنیس بانوان می باشد، که در تاریخ ۲۲ می ۲۰۲۳ کسب نموده. او همچنین دارای رتبه ۸۷۸ دو نفره از انجمن تنیس بانوان می باشد، که  آن هم در تاریخ تاریخ ۲۲ می ۲۰۲۳  کسب نموده 